# Polla akul
La polla akul (Zapornia akool) és una espècie d'ocell de la família dels ràl·lids (Rallidae) que habita pantans i vegetació de rivera de l'Índia, Bangladesh, oest de Myanmar, nord del Vietnam i sud-est de la Xina.

## Taxonomia
Inclòs al gènere Amaurornis a classificacions com ara la de Clements 2015. En Clements 2016 apareix format part del gènere Zapornia, arran els treballs de Juan C. Garcia-Ramírez et al (2014)